# NGC 3743
NGC 3743 est une lointaine galaxie lenticulaire compacte, située dans la constellation du Lion. NGC 3743 a été découverte par l'astronome britannique Ralph Copeland en 1874.

## Caractéristiques
Sa vitesse par rapport au fond diffus cosmologique est de 11 258 ± 23 km/s, ce qui correspond à une distance de Hubble de 166 ± 12 Mpc (∼541 millions d'al).
À ce jour, une mesure non basée sur le décalage vers le rouge (redshift) donne une distance d'environ 156,000 Mpc (∼509 millions d'al). Cette valeur est l'intérieur des valeurs de la distance de Hubble.